# Bahnhof Bénestroff
Der Bahnhof Bénestroff (deutsch Bensdorf) war bis in die 1950er Jahre ein wichtiger Eisenbahnknoten, in dem zwei Hauptbahnen und eine Nebenbahn verknüpft waren: In ihm schnitten sich die beiden zweigleisig ausgebauten Strecken Metz–Strasbourg und Sarreguemines–Nancy. Außerdem begann hier die eingleisige Bahnstrecke Bénestroff–Nouvel-Avricourt nach Igney-Avricourt.

## Geografische Lage
Der Bahnhof liegt in der Gemeinde Bénestroff, zu seiner Entstehungszeit am nördlichen Rand des Ortes. Heute erstreckt sich die Gemeinde auch weiter nördlich. Seine Gleise verlaufen nahezu in Ost-West-Richtung. Die beiden Hauptstrecken schnitten sich in einem von Ost und West kommend recht flachen Winkel, nur die nach Avricourt (deutsch Elfringen) führende Strecke macht einen weiten Bogen um die Gemeinde herum nach Südosten.

## Geschichte
Der Bahnhof ging 1877 mit der Eröffnung des entsprechenden Abschnitts der Strecke Réding–Metz durch die Reichseisenbahnen in Elsaß-Lothringen in Betrieb. Damals nur ein relativ unbedeutender Bahnhof an der Strecke, änderte sich seine Bedeutung, als hier 1881 die Strecke Champigneulles–Sarralbe und ein Jahr später die Bahn nach Deutsch-Avricourt angeschlossen wurde.
Entsprechend dieser Eisenbahninfrastruktur war der Bahnhof viel größer ausgelegt, als es der Gemeinde entsprach: Neben den beiden Hausbahnsteigen gab es an jeder Strecke einen, also insgesamt zwei weitere Inselbahnsteige. Die nördlich des Bahnhofes liegenden Gleise der Strecke Metz–Straßburg hatten ein Durchfahrtgleis und drei parallel geführte Überholungsgleise, die südlich liegenden Gleise der Strecke Sarreguemines–Nancy besaßen in ihrem umfangreichsten Ausbauzustand Anfang der 1950er-Jahre sechs Überholgleise. Auf der gegenüberliegenden Trassenseite befand sich ein Ladegleis für den Ortsgüterverkehr mit zwei Abstellgleisen. Insgesamt gehörten zum Bahnhof Bénestroff fünf Stellwerke.

## Gebäude
Das Empfangsgebäude entsprach dem Typenbahnhof „Typ Bergfried“. Es ist komplett zweistöckig und trägt ein Walmdach. Das Walmdach des seitlich stehenden Uhrturms war überhöht. Das Gebäude war, anders als die meisten zu dieser Zeit gebauten Bahnhöfe, verputzt, nur die Gebäudeecken waren als Bossenmauerwerk herausgearbeitet. Der Bahnhof wirkte in seinem Erscheinungsbild gedrungen und kompakt, obwohl das Hauptgebäude eine Länge von etwa 30 Metern besaß.
Das langgestreckte, zwischen beiden Strecken liegende Empfangsgebäude hatte seinen Eingang an der Stirnseite, an der auch der Uhrturm positioniert war. Dessen drei Uhren waren zu den beiden Gleisseiten und zu dem kleinen Vorplatz des Bahnhofes gerichtet. Das Hauptgebäude war zwölfachsig, gleisseitig in der Anordnung (Ost-West) je 3-7-2, so dass es einen asymmetrischen Grundriss besaß. Die Seitenrisalite waren für Diensträume vorgesehen, im Mittelteil lagen Warteräume und der Fahrkartenverkauf und im Obergeschoss Dienstwohnungen. Das Gebäude wurde im Oktober 2007 abgerissen.

## Bahnbetriebswerk

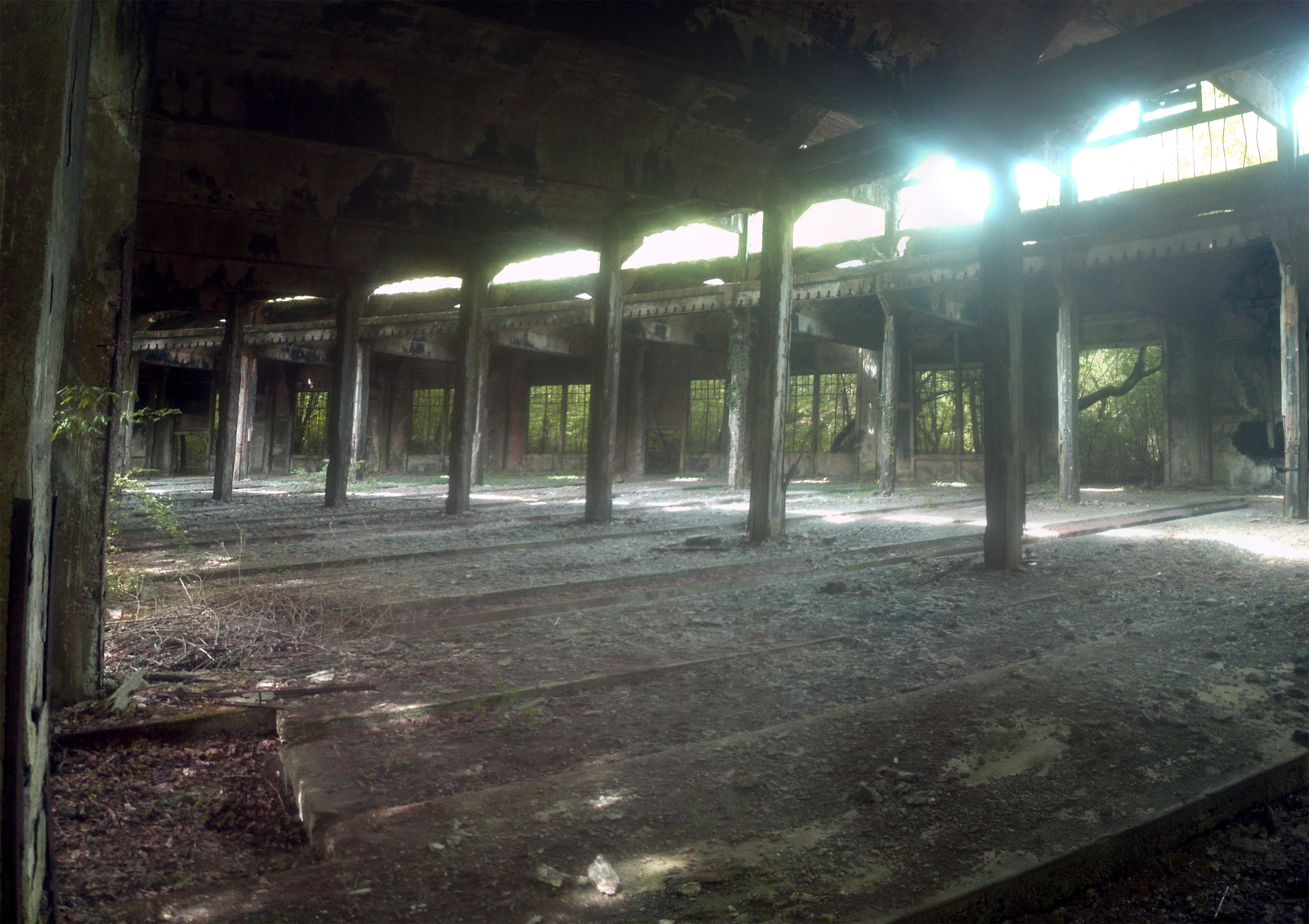
Lokschuppen im Depot Bénestroff

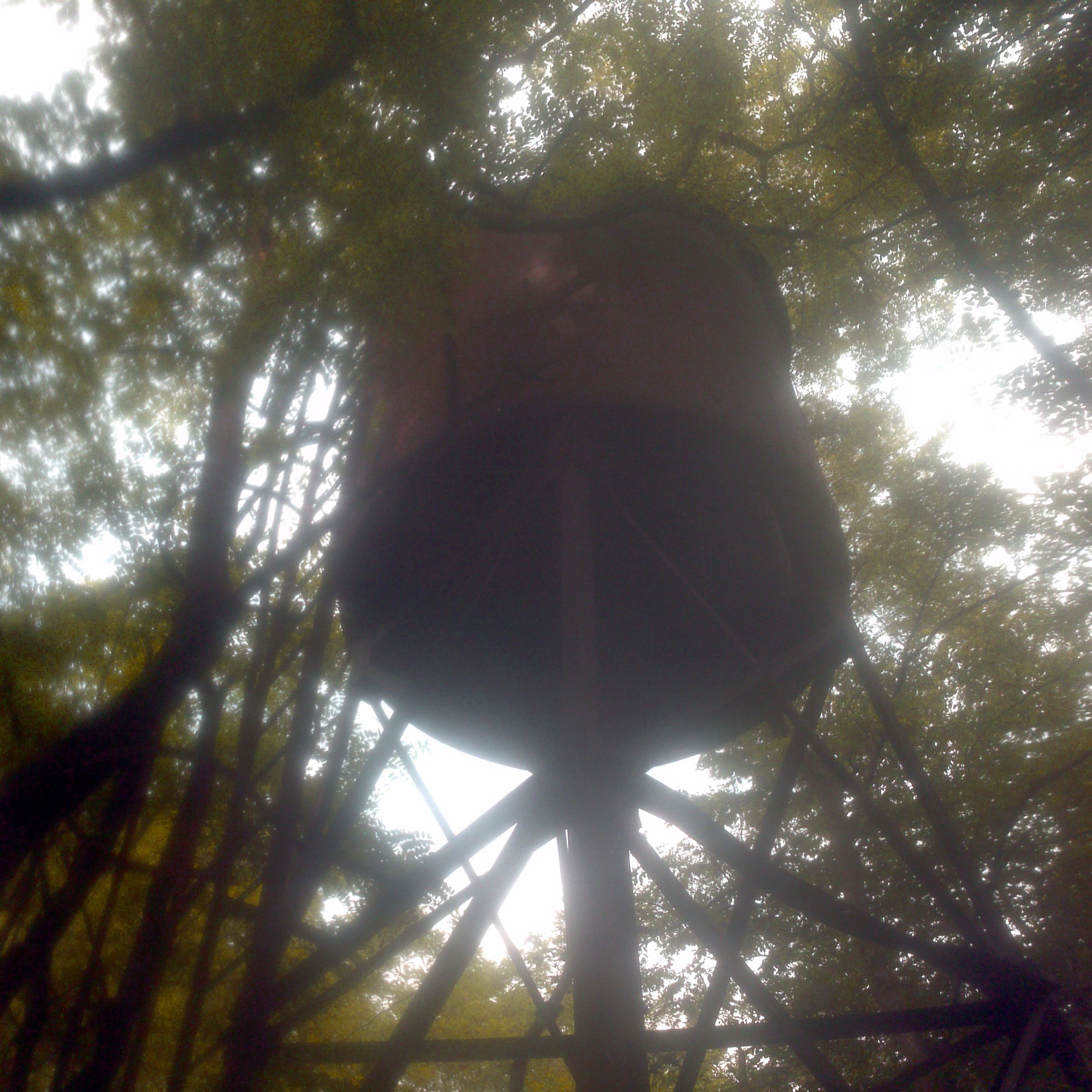
Wassertank nahe Stellwerk 5

Westlich des Bahnhofs an der Strecke in Richtung Nancy befand sich das Bahnbetriebswerk (BW). Eine erste, kleinere Anlage mit einem zweiständigen Lokschuppen entstand kurz nach 1882. Sie lag nahe dem Bahnhof, zwischen den beiden Strecken und bot so kaum Erweiterungsmöglichkeiten. 1913 wurde deshalb eine neue, westlicher gelegene Anlage in Betrieb genommen. Sie hatte einen Ringlokschuppen mit einer Drehscheibe und drei Gleisen. Eine dritte Anlage entstand – nun unter der Regie der Administration des chemins de fer d’Alsace et de Lorraine (AL) – 1926 bis 1930, ungewöhnlich weit vom Bahnhof entfernt direkt an dem Überwerfungsbauwerk, das den kreuzungsfreien Wechsel zwischen den beiden Hauptsbahnen ermöglichte. So konnte die Gleiszuführung von und zum Depot auf beide Fahrgleise ohne weitere Hochbauwerke kreuzungsfrei erfolgen. Das Betriebswerk war aus militärischen Gründen völlig überdimensioniert: Es sollte im Kriegsfall dazu dienen, aus westlich gelegeneren Gebieten abgezogene Lokomotiven zu betreuen. Zentrales Gebäude war ein Ringlokschuppen mit 13 Gleisen und 24 m-Drehscheibe. Eine zweite Drehscheibe mit einem Stern aus Gleisen diente als Reserve. Das zuständige Stellwerk 5 war ebenfalls entsprechend groß dimensioniert.
Nach der Kriegserklärung zum Zweiten Weltkrieg wurden 70 Lokomotiven aus Forbach und Hargarten-Falck hierher zurückverlegt. Die Situation war dem Kriegsgegner bekannt und es folgten fünf Luftangriffe auf das BW, wobei etwa 30 % der dort stationierten Lokomotiven zerstört wurden. Nach dem Krieg wurden die Anlagen nur teilweise weiter genutzt und die Elektrifizierung der Hauptstrecke 1956 bedeutete das Ende für das BW. Die Ruine des Ringlokschuppens und seiner Drehscheibe waren, überwuchert von inzwischen Jahrzehnte altem Wald, 2021 noch vorhanden.

## Unfall
Am Montag, den 23. März 1924 ereignete sich mittags um 14:02 in der Nähe des Bahnhofs Bénestroff ein schwerer Eisenbahnunfall, bei dem neun Menschen ums Leben kamen, 15 wurden verletzt, davon 13 schwer. Nach historischen Pressemitteilungen war der diensthabende Fahrdienstleiter eingeschlafen. Der Schnellzug Oostende–Basel wurde auf das Gleis geleitet, in dem ein Kohlezug die Überholung abwarteten sollte. Lokomotive und Tender des Schnellzugs, der nachgeführte Postwagen sowie zwei Personenwagen 3. Klasse entgleisten, die Wagen zerbrachen. Die beiden italienischen Kurswagen am Zugende blieben unbeschädigt.

## Gegenwart
Heute wird der Bahnhof nur noch drei Mal täglich von Zügen der Linie 21 (Metz–Strasbourg) des TER Lorraine angefahren, die anderen fahren ohne Halt durch.